# Högebrosjön
Högebrosjön är en sjö i Sävsjö kommun i Småland och ingår i Lagans huvudavrinningsområde. Sjön har en area på 0,0481 kvadratkilometer och ligger 190,9 meter över havet. Sjön avvattnas av vattendraget Skålån (Storån).

## Delavrinningsområde
Högebrosjön ingår i det delavrinningsområde (635830-142013) som SMHI kallar för Inloppet i Sunnerbysjön. Avrinningsområdets medelhöjd är 209 meter över havet och ytan är 5,8 kvadratkilometer. Räknas de 29 delavrinningsområdena uppströms in blir den ackumulerade arean 483,6 kvadratkilometer. Skålån (Storån) som avvattnar avrinningsområdet har biflödesordning 2, vilket innebär att vattnet flödar genom totalt 2 vattendrag innan det når havet efter 208 kilometer. Delavrinningsområdet består mestadels av skog (44 procent), öppen mark (11 procent) och jordbruk (27 procent). Avrinningsområdet har 0,37 kvadratkilometer vattenytor vilket ger det en sjöprocent på 6,4 procent. Bebyggelsen i området täcker en yta av 0,55 kvadratkilometer eller 10 procent av avrinningsområdet.